# ライト郡 (アイオワ州)
ライト郡（Wright County）は、アメリカ合衆国アイオワ州に位置する郡である。人口は13,229人（2010年）。郡庁所在地はクラリオンである。

## 地理
アメリカ合衆国統計局によると、この郡は総面積1,507 km2 (582 mi2) である。このうち1,502 km2 (580 mi2) が陸地で5 km2 (1.8 mi2) が水地域である。総面積の0.3%が水地域となっている。

### 隣接する郡
- ハンコック郡  (北)
- フランクリン郡  (東)
- ハミルトン郡  (南)
- ウェブスター郡  (南西)
- ハンボルト郡  (西)

## 人口動勢
2000年国勢調査で、この郡は人口14,334人、5,940世帯、及び3,938家族が暮らしている。人口密度は10/km2 (25/mi2) である。4/km2 (11/mi2) の平均的な密度に6,559軒の住宅が建っている。この郡の人種的な構成は白人95.93%、アフリカン・アメリカン0.17%、先住民0.18%、アジア0.20%、その他の人種2.90%、及び混血0.63%である。ここの人口の4.93%はヒスパニックまたはラテン系である。
この郡内の住民は24.50%が18歳未満の未成年、18歳以上24歳以下が6.50%、25歳以上44歳以下が24.50%、45歳以上64歳以下が23.30%、及び65歳以上が21.20%にわたっている。中央値年齢は41歳である。女性100人ごとに対して男性は96.20人である。18歳以上の女性100人ごとに対して男性は92.30人である。
この郡の世帯ごとの平均的な収入は36,197米ドルであり、家族ごとの平均的な収入は44,043米ドルである。男性は29,398米ドルに対して女性は21,222米ドルの平均的な収入がある。この郡の一人当たりの収入 (per capita income) は18,247米ドルである。人口の7.00%及び家族の4.20%は貧困線以下である。全人口のうち18歳未満の7.70%及び65歳以上の6.40%は貧困線以下の生活を送っている。

## 都市及び町
| - クラリオン (Clarion) - イーグルグローブ (Eagle Grove) - ローワン (Rowan) - Belmond | - Dows - Galt - Goldfield - Woolstock |